# Alexander Augusta
Alexander Thomas Augusta (ur. 8 marca 1825 w Norfolk, zm. 21 grudnia 1890 w Waszyngtonie) – amerykański lekarz, pierwszy w historii US Army Afroamerykanin pełniący służbę jako chirurg wojskowy.

## Życiorys
Urodził się w rodzinie wolnych Afroamerykanów w Wirginii. Ponieważ prawo jego rodzinnego stanu zakazywało czarnoskórym obywatelom pobierania nauki, czytać i pisać nauczył się w tajemnicy, pod opieką wielebnego Daniela Payne'a, późniejszego biskupa Afrykańskiego Kościoła Metodystyczno-Episkopalnego i jednego z założycieli Wilberforce University. Równocześnie pracował jako cyrulik. Jako młody człowiek wyjechał najpierw do Baltimore, a następnie do Filadelfii, gdzie nieskutecznie próbował wstąpić na studia lekarskie. W 1847 roku powrócił do Baltimore, poślubiając Mary O. Burgoin. Wkrótce wraz z żoną udał się do Kalifornii, gdzie, korzystając z gorączki złota, zamierzał pozyskać fundusze na dalszą edukację medyczną. Pracował między innymi jako cyrulik w hrabstwie El Dorado.
Następnie para powróciła do Filadelfii, ale ostatecznie zdecydowała się opuścić kraj i wyjechać do Toronto. Tam został przyjęty na studia medyczne na University of Toronto, w 1856 roku uzyskał bakalaureat i zdał egzaminy dopuszczające go do praktykowania zawodu. Wspierał członków wspólnoty Afrykanów i działaczy ruchu abolicjonistów w Toronto. Po wybuchu wojny secesyjnej, na przełomie 1862 i 1863 roku zgłosił prezydentowi Lincolnowi swój akces jako chirurg do armii amerykańskiej, jednak został on odrzucony. Nie zrażając się tym, osobiście przybył do Waszyngtonu i ponowił prośbę o przyjęcie do służby. Ostatecznie 14 kwietnia 1863 roku zdał wymagane egzaminy i został zakwalifikowany jako chirurg wojskowy w stopniu majora. Był wówczas najwyższym stopniem Afroamerykaninem oraz pierwszym czarnoskórym lekarzem w Armii Unii.
Publiczne noszenie przezeń oficerskiego munduru było przyczyną rasistowskich ataków, z których najpoważniejszy, w Baltimore 1 maja 1863 roku, doprowadził do aresztowania trzech napastników. Wkrótce po rozpoczęciu służby w 7th US Colored Infantry w Camp Stanton, pozostali lekarze jednostki, wszyscy biali, zaprotestowali przeciwko pracy z czarnoskórym lekarzem, który w dodatku przewyższał ich rangą i od którego musieli słuchać rozkazów. Protest uzyskał akceptację Departamentu Wojny, który usunął Augustę z oddziału i pozostawił go w dyspozycji jako naczelnego lekarza szpitala dla Afroamerykanów w Camp Barker. Na początku 1864 roku został ponownie przeniesiony do Baltimore, gdzie zajmował się badaniami lekarskimi czarnoskórych rekrutów. Po raz kolejny stał się obiektem rasistowskiego ataku, gdy miejscowy płatnik wojskowy odmówił wypłacania należnego mu z racji funkcji i stopnia żołdu w wysokości 169 ówczesnych dolarów, twierdząc, że wystarczy siedem, jak każdemu czarnoskóremu żołnierzowi. W efekcie przyłączył się do protestu afroamerykańskich wojskowych, którzy zażądali zrównania ich żołdu z wypłacanym białym (13 dolarów). Przyniósł on efekt w postaci decyzji Kongresu z czerwca tegoż roku, zrównującej żołd niezależnie od koloru skóry. W lutym 1864 roku Augusta został wypchnięty z tramwaju konnego przez konduktora, ponieważ, będąc w pełnym umundurowaniu oficera Unii, chciał zająć miejsce przeznaczone dla białych. Zdarzenie to stało się przedmiotem interwencji senatora Charlesa Sumnera i przyczyniło do formalnego zniesienia segregacji rasowej w komunikacji publicznej na obszarze dystryktu stołecznego.
Niedługo przed zakończeniem wojny secesyjnej Augusta został brevetowany do stopnia podpułkownika. W roku 1866 odszedł ze służby wojskowej i podjął pracę w Bureau of Refugees, Freedmen, and Abandoned Lands, agencji rządowej zajmującej się organizacją pomocy dla byłych niewolników i zubożałych po wojnie białych mieszkańców Południa. Kierował szpitalem w Savannah. Pod koniec lat 60. XIX wieku powrócił do Waszyngtonu i otrzymał posadę wykładowcy wydziału lekarskiego Howard University, szkoły wyższej dla Afroamerykanów. Przez kolejną dekadę wykładał anatomię, pełnił też funkcję dziekana. W 1869 roku uzyskał doktorat honorowy swej uczelni, jako pierwszy Afroamerykanin uhonorowany w ten sposób przez szkołę wyższą w Stanach Zjednoczonych. Po zakończeniu kariery uniwersyteckiej powrócił do prywatnej praktyki lekarskiej w Waszyngtonie.
Zmarł w grudniu 1890 roku i został, jako pierwszy czarnoskóry oficer, pochowany na Cmentarzu Narodowym w Arlington.